# Kelvyn Hallifax
Kelvyn Hallifax (* 22. Juni 1952 in Croydon, Surrey, England) ist ein britischer Komponist, Sänger, Musiker und Musikproduzent.

## Leben
In den 1970er und 1980er Jahren war er als Sänger und Gitarrist in mehreren Bands aktiv. In Dorking (Surrey) hat Hallifax in der Band Joanne, später Wilder, als Gitarrist und Sänger in den 1970er Jahren mitgewirkt. Danach war er Mitglied der Band Window in London. 1981 sang auf er auf dem Album Picture der Band Electra Five, auf dem er auch Gitarre spielte.
In den 1980er Jahren komponierte er fast zehn Jahre lang Werbemusik zusammen mit seinem Partner Lothar Brandes, einem Mitglied der Band FEE, beim Unternehmen Modern Toys Music.
Sein bekanntestes Lied ist White Boy in Europe aus dem Jahr 1986, eine Singleauskopplung aus seinem ebenfalls 1986 erschienenen Album Days of Europa. Er trat mit dem Lied White Boy in Europe in der ARD-Fernsehsendung WWF Club auf. Für die Sendung Musikladen Eurotops wurde ein  Musikvideo gedreht.
Er war auch als Backgroundsänger engagiert, beispielsweise 1994 auf dem Album Life in the Streets von Prince Ital Joe und 1996 auf dem Album Fly von Sarah Brightman.
Von 2008 bis 2013 war er zusammen mit der Sängerin Sandra Goltz Teil des Electropop-Duos Mor La Peach.
Später arbeitete Hallifax auch als Musikproduzent. Zum Kurzfilm Go Bash! (2010) von Stefan Eckel und Stefan Prehn steuerte er als Komponist die Musik bei.
Hallifax betreibt das Unternehmen Babylon Music & Sound Design in Amsterdam.

## Diskographie

### Album
- 1986: Days of Europa, Teldec

### Singles
- 1983: True Love Adventures, B-Seite Interiors, Polydor
- 1986: White Boy in Europe, Teldec